# Украинский киберальянс
Украинский киберальянс (УКА, англ. Ukrainian Cyber Alliance UCA) — сообщество украинских киберактивистов с разных городов Украины и стран мира. Альянс возник весной 2016 года в результате объединения двух групп киберактивистов FalconsFlame и Trinity, позже к альянсу присоединилась группа киберактивистов RUH8 и отдельные киберактивисты группы КиберХунта. Активисты объединились для противодействия российской агрессии в Украине.

## Участие в российско-украинской кибервойне
Применять свои знания для защиты Украины в киберпространстве активисты начали ещё весной 2014 года. Постепенно отдельные хакерские группы объединились в Украинский киберальянс, чтобы в соответствии со ст. 17 Конституции Украины защищать независимость своей страны, территориальную целостность. Украинский киберальянс эксклюзивно передает добытые данные для анализа, доразведки и обнародования международному разведывательному сообществу ИнформНапалм, а также силовым структурам Украины.

## Самые известные операции Украинского киберальянса

### Операция # opDonbasLeaks
Весной 2016 года Украинский киберальянс провел около сотни успешных взломов страниц и почтовых ящиков добровольцев, пропагандистов, их кураторов, а также взломали почтовые ящики организаций добровольцев, действующих на территории Донбасса. Также активисты взломали почтовый ящик российской организации «Союз добровольцев Донбасса». Обнародованы паспортные данные, фото документов граждан Италии, Испании, Индии и Финляндии, которые воюют в рядах добровольческого подразделения «Призрак», для которых Россия открывает и при необходимости продолжает выдавать визы . Выяснилось, что российские добровольцы, которые были ранены в ходе боёв на востоке Украины, лечатся в военных госпиталях Министерства обороны РФ .

### Взлом пропагандистского сайта «Анна Ньюз»
29 апреля 2016 года сайт ИнформНапалм со ссылкой на Украинский киберальянс сообщил о взломе и дефейсе информационного агентства пропагандистов «Anna News» . В результате взлома сайт более 5 дней не работал. На страницах сайта активисты разместили свое первое видеообращение, в котором использовали мем «Львовское метро». Текст видеообращения:
“Привет всем. Вы на станции Львовского метро. И это видеообращение украинских хакеров к нашим врагам и союзникам. Если вы смотрите это видео, значит, мы очистили информационное пространство от очередного сайта российских террористов. Обращаемся к врагам. Сегодня мы изъяли всю закрытую информацию с вашего ресурса. Ваши данные администраторов и пользователей передали волонтерской разведке ИнформНапалм, а также направили украинским спецслужбам. Бэкапы вашего сайта уничтожили, они остались только у нас. Мы даем вам последний шанс начать все с чистого листа и больше не использовать информационное пространство для лжи и террора. Обращаемся к союзникам. Друзья! Грузия, Украина и Сирия столкнулись с подлой террористической агрессией Российской Федерации. Многие из нас потеряли свой дом, родных и близких людей. Но залог победы над агрессором в консолидации общества. Мы обычные программисты, инженеры и волонтеры. Наше оружие - это ум, вера и свободная воля. Каждый из вас может наносить потери врагу. Не покупайте российские товары, не верьте российским СМИ. Поддерживайте украинских военных и патриотов. Помогайте тем, кто нуждается в помощи и защите. Поддерживайте друг друга. Вместе мы сила, победим в войне против подлого и лживого врага. Слава Украине!”

### Операция # OpMay9
9 мая 2016 года. Украинский киберальянс провел операцию # OpMay9 . Было взломано 9 сайтов «ДНР», пропагандистов, российских частных военных компаний (ЧВК). На взломанных сайтах хакеры оставляли хэштеги # OpMay9 и # оп9Травня и три коротких видео о Второй мировой войне и вкладе украинского народа в победу над нацизмом . Также на взломанных ресурсах хакеры разместили свое новое видеообращение . Текст видеообращения:
“Дай Бог. И мы снова в Львовском метро. После нашего предыдущего видеообращение 29 апреля некоторые из зрителей решили, что мы шутим. Но мы не шутим, а говорим абсолютно серьезно. После нашей последней атаки популярный сайт агрессивной российской пропаганды Anna News был недоступен около 5 суток. Это информационный ресурс, ориентированный на распространение лжи против Грузии, Украины и Сирии. Наше первое видеообращение висело на этом сайте более 5:00, а администраторам потребовалось более 100 часов, чтобы хоть частично восстановить работу ресурса. При этом значительную часть данных они навсегда потеряли. Это был наш небольшой подарок обществу в канун Великого праздника Воскресения Христа. Мы показали, как свет легко разрушает тьму. У нас достаточно сил и воли, чтобы успешно побеждать агрессора, нужно только верить и каждому прилагать силы ради общей победы. А теперь о победе. Киевская Русь, а потом ее наследница Украина, казаки Запорожской Сечи и Холодного Яра, воины Украинской Повстанческой Армии и украинцы в рядах армий союзников. Это наши предки, с несокрушимой силой воли боролись и проливали кровь за свою землю и свободу. 70 лет назад украинский народ потерял около 7 000 000 своих сыновей и дочерей в борьбе против агрессора и оккупанта. Теперь к нашим границам пришла новая коричневая чума, что маскируется цветами полосатых лент и российского триколора. Но каким бы сильным ни казался враг, его судьба быть побежденным и покрытым позором. Украинский народ, его воины, патриоты, волонтеры уже доказали, что несгибаемая воля заложена в их генетическом коде. Сегодня ко Дню памяти и победы мы дарим украинскому обществу новый подарок. В этот день целая сеть информационных ресурсов агрессора и сайтов российских террористов Донбасса будет парализована. На многих сайтах врага появится это видеообращение и другие материалы, разоблачающие ложь оккупантов. Мы победили тогда, победим и сейчас. Во славу предков, во славу героям прошлого и будущего. Слава Украине!”

### Операция # opMay18
18 мая 2016 года, в день памяти трагических событий депортации крымскотатарского народа в 1944 году, Украинский киберальянс провел операцию # opMay18 . В результате операции «председатель совета министров республики Крым» Сергей Аксёнов «получил сыворотку правды» — текст его выступления был доработан:
«Дорогие крымчане, предлагаю сегодня почтить память тех нелегких дней 1944 года и приложить максимум усилий, чтобы не допустить таких трагических событий вновь. Сейчас международная ситуация такова, что в 2017 году депортировать из Крыма могут россиян. В завершение хочу сказать, что я очень рад, что на конкурсе Евровидение-2016 победила крымскотатарская певица Джамала, и рассчитываю на успешное проведение Евровидения-2017 в Украине, а именно — в Крыму».

### Взлом «Первого канала»
Украинский Киберальянс взломал сайт российского «Первого канала» РФ, по словам активистов, в рамках проекта принуждения России к деоккупации Донбасса и выполнения ею обязательств по минским соглашениям. Также были раскрыты подробности работы пропагандиста «Первого канала» РФ Сергея Зенина, в частности, о его сотрудничестве с Russia Today. Документы, добытые УКА, свидетельствуют, что при официальном окладе 100 тыс. рублей, Зенин имеет квартиру стоимостью 450 тыс. евро, три автомобиля, отдыхает на Лазурном побережье. В облачном хранилище Сергея Зенина хранилось 25 роликов, на которых снята стрельба террористов «ДНР» по селу Никишино Донецкой области.

### Операция # opDay28
В 2016 годy ко Дню Конституции Украины Украинский Киберальянс провел операцию # opDay28 . Было сломано 17 ресурсов про-российских сторонников, на взломанных сайтах разместили новое видео с «Львовского метро» . От имени главы «ДНР» А. Захарченко активисты опубликовали на взломанных ресурсах такое обращение:
“28 июня Украина отмечает очередную годовщину принятия Конституции. Но теперь этот праздник омрачен конфликтом на Донбассе, который мы, неполноценные придурки, решили, и вызвали многочисленные нарушения конституционных прав нормальных граждан. Я вынужден признать, что несмотря на ту работу, которую проводит моя придурковатая пресс-служба и верные шелудивые псы мдб ДНР, весь мир видит, что мы начали играться в своей песочнице, из-за чего страдает и гибнет мирное население Донбасса. Правда в том, что Рашка очередной раз нас подставила и нашими руками пытается отжать после Крыма еще и Донбасс. Я лично прошу прощения у всех жителей Украины за свой идиотизм и надеюсь, что эта годовщина Конституции Украины станет переломным этапом в отношениях Донбасса со своей Родиной - Украиной! Вопреки рашистской пропаганде мы излечимся от шизофрении, и на территории Донбасса воцарится Украинский Конституционный строй!”

### Взлом Министерства обороны Российской Федерации
В июле 2016 года Украинский киберальянс взломал сервер документооборота департамента Министерства обороны Российской Федерации обеспечения государственного оборонного заказа. В результате было изъято и обнародованы документы о оборонительные контракты МО РФ со сроками выполнения в течение 2015 года. Успех операции во многом определила небрежность российского контр-адмирала Вернигоры Андрея Петровича. В конце ноября 2016 года Украинский киберальянс второй раз взломал министерство обороны РФ и добыл конфиденциальные данные об обеспечении государственного оборонного заказа Российской Федерации в 2015—2016 годах. По мнению аналитиков ИнформНапалм, документы свидетельствуют, что РФ разрабатывает доктрину превосходства в воздухе в случае полномасштабных боевых действий с Украиной. В частности, об этом говорит сумма, которую выделили на обслуживание, модернизацию и создание новых самолётов.

### Операция # op256thDay
Ко Дню программиста УКА провел операцию # op256thDay. Было уничтожено или дефейснуто более 30 сайтов агрессора. На многих пропагандистских ресурсах активисты встроили видео ИнформНапалм с демонстрацией доказательств военной агрессии России против Украины.

### Операция #OpKomendant
Активисты получили доступ к почтовым адресоам13 региональных отделений так называемой «военной комендатуры» террористической организации «ДНР». Эту операцию назвали #OpKomendant. В течение 6 месяцев данные из ящиков передавали для анализа волонтерам ИнформНапалм, сотрудникам Центра «Миротворец», а также украинским силовикам   — СБУ и Силам специальных операций Украины .

### Взлом террориста Алексея Мозгового
В октябре 2016 года УКА раскрыл двести сорок страниц электронной переписки боевиков группы «Призрак» Алексея Мозгового, подчинённой «ЛНР». Судя по переписке, перед ликвидацией Мозговой был полностью подконтролен неизвестном агенту с позывным «Дева» .

### Взлом террориста Арсена Павлова («Моторолы»)
Украинский киберльянс добыл данные с гаджетов российского террориста Арсена Павлова и его жены Елены Павловой (Коленкиной): фото, видео, переписка, фото документов. В последние недели перед своей гибелью Павлов был обеспокоен конфликтом с российскими кураторами .

### Операция SurkovLeaks
В октябре 2016 года активисты получили доступ к почтовым ящикам приёмной аппарата помощника президента РФ Владислава Суркова. На сайте международного волонтерского сообщества ИнформНапалм в конце октября (SurkovLeaks) и в начале ноября (SurkovLeaks, part 2) было обнародовано дампы двух почтовых ящиков приемной Суркова. В дампах неизвестные подробности минского процесса, планы дестабилизации ситуации в Украине, планы федерализации Украины и другие материалы, которые доказывают, что Россия на самом высоком уровне причастна к войне на востоке Украины. Чиновник США в комментарии для NBC NEWS сказал, что материалы дампов подтверждают информацию, которой США уже владели раньше . Аутентичность дампов подтвердили международные организации AtlanticCouncil, Bellingcat. Публикации о SurkovLeaks вышли в ведущих западных изданиях: BBC Тайм, Нью-Йорк Таймс, The Times & The Sunday Times, The Daily Mail, The Guardian, «Радио Свобода», The Sydney Morning Herald, The Independent, Forbes, Bloomberg, Newsweek. После взломов ушёл в отставку руководитель аппарата Суркова Александр Павлов. 2 ноября 2017 года были обнародованы дампы ещё двух почтовых ящиков (SurkovLeaks, part 3), принадлежащих людям из окружения Суркова, в частности, ящик Инала Батувича Ардзинбы, главного советника Управления президента России по делам СНГ, первого заместителя Владислава Суркова. Он курировал и финансировал проекты так называемой «мягкой федерализации» Украины: «Слобожанщина», «Порто-франко», «Народная республика Бессарабия», «Народный Совет Николаева». В дампах найдены документы, доказывающие подрывную деятельность России. Например, проект захвата власти в Запорожской области, список завербованных  — действующих и бывших — сотрудников МВД Одесской области, отчет о выполнении провокаций в Одессе за первую половину февраля 2015 года, список спортсменов (титушок) для проведения силовых акций в Украине, положения проекта закона Украины «Об особом регионе развития Слобожанщина», доказательства финансирования Россией некоторых предвыборных кампаний в Харьковской области и др.. В дампах фигурирует Юрий Работин, руководитель одесского отделения Союза журналистов Украины. Из переписки известно, какие суммы он получал из Кремля за свою антиукраинскую деятельность. 19 апреля 2018 года в британском издании The Times вышла статья, в которой говорилось о том, что утечка документов SurkovLeaks разоблачила использования Россией дезинформации о сбивании рейса авиакомпании Malaysia Airlines MH17 в 2014 году с целью обвинить Украину. SurkovLeaks — это письменные доказательства того, что российское государство активно занимается разработкой стратегий дезинформации и пытается распространять их в глобальную аудиторию

### Взлом «министерства угля и энергетики» ДНР
В ноябре 2016 года, благодаря взлому почтового ящика т.  н. «Министерства угля и энергетики» сепаратистов «ДНР», хактивисты добыли справку, подготовленную в министерстве энергетики РФ в январе 2016 года, из которой видно планы оккупантов на угольную промышленность Донбасса.

### Операция FrolovLeaks
В декабре 2016 года была проведена операция FrolovLeaks, в результате которой обнародовали переписку заместителя директора Института стран СНГ, пресс-секретаря Союза православных граждан Кирилла Фролова за период 1997—2016 годов. Переписка содержит доказательства подготовки Россией агрессии  против Украины задолго до 2014 года. В переписках разоблачены тесные связи Фролова с советником президента РФ по вопросам региональной экономической интеграции Сергеем Глазьевым, патриархом Московским Кириллом (Гундяевым), а также членом Совета по внешней и оборонной политике, депутатом нелегитимной государственной думы РФ и директором Института стран СНГ Константином Затулиным . В письмах фигурируют сотни других фамилий так или иначе связанных с подрывной деятельностью организаций «пятой колонны» России в Украине.

### Компьютер начальника разведки 2 АК (Луганск, Украина) ВС РФ под контролем УКА
Активисты УКА длительное время контролировали компьютер начальника разведки 2 АК (Луганск, Украина) Вооруженных Сил РФ, посылаемый рапорты с разведданными, полученными с помощью штатных российских БПЛА «Орлан», «Форпост», «Тахион», которые также использовали для корректировки огня артиллерии, начальникам разведки 12 командования резерва ВС РФ (Новочеркасск, Ростовская область). Также опубликованы документы, доказывающие наличие на оккупированной территории российской переносной станции наземной разведки ПСНР-8 «Кредо-М1» (1Л120), которая была принята на вооружение ВС РФ в 2002 году и в Украину никогда не поставлялась. В июле 2017 года на основе данных, добытых УКА с компьютера начальника разведки оккупационного 2 АК (Луганск, Украина) ВС РФ, была проведена доразведка в социальных сетях и удалось идентифицировать расчет российского БПЛА «Тахион» — военнослужащих 138-й омсбр ВС РФ рядового Лаптева Дениса Александровича и ефрейтора Ангалева Артема Ивановича. Благодаря тому, что с одного из компьютеров разведывательного управления 2 АК (Луганск, Украина) ВС РФ заходил на свою личный почтовый ящик Дорошенко Олег Владимирович (по состоянию на середину 2014 года — начальник штаба разведывательного батальона 136-й омсбр ВС РФ, в / ч 63354, капитан ВС РФ), было получено документальное подтверждение переброски военнослужащих 136-й омсбр до границы с Украиной в августе 2014 года в соответствии с боевым распоряжением начальника штаба 58-й армии ВС РФ. Был опубликован список танкистов 136-й омсбр, их личные номера, звание, точные названия должностей, информацию о наградах за боевые заслуги в мирное время . Также удалось восстановить хронологию вторжения артиллерийского подразделения 136-й омсбр ВС РФ в Украине летом 2014 года с момента загрузки техники для переброски с целью дальнейшей фиксации российских артиллеристов на оккупированной территории Украины в населенных пунктах Новосветловка, Самсоновка, Сорокино (бывший Краснодон).

### Взлом Александра Усовского
В феврале-марте 2017 года Украинский киберальянс разоблачил почтовую переписку поклонника «русского мира», публициста, чьи статьи часто публиковались на сайте проекта Виктора Медведчука «Украинский выбор», гражданина Беларуси Александра Усовского . Аналитики Inform Napalm провели исследование предоставленных активистами данных и опубликовали две статьи о том, как Кремль финансирует антиукраинские акции в Польше и других странах Восточной Европы. Обнародованные материалы вызвали резонанс в Польше, Чехии, Украине . Комментируя обнародованные данные почты Усовского, польский генерал Роман Полько, основатель польских сил специальных операций, в интервью изданию Fronda.pl на вопрос могут ли антиукраинские акции в Польше и осквернение польских памятников в Украине быть инспирированы Кремлем, ответил, что убежден, что так и есть. Генерал сказал, что информационная война несёт угрозу всей Европе, а польские радикалы  — полезные идиоты, которых использует Россия .

### Взлом Института стран СНГ
В результате анализа дампов Института стран СНГ выяснилось, что эту негосударственную организацию финансирует российская государственная компания Газпром. На финансирование антиукраинской деятельности Института стран СНГ Газпром выделял 2 млн долларов в год. Руководитель Института стран СНГ, депутат Госдумы Константин Затулин, помогает террористам и бывшим беркутавцам, что бежали в Россию, получать российские паспорта .

### Агрессивная российская «soft power»
Доступ к почте сотрудника российского Фонда поддержки публичной дипломатии им. А. М. Горчакова позволил раскрыть формы внешнеполитической стратегии РФ. Накануне войны финансирование полугодового плана пропагандистских мероприятий в Украине достигло четверти миллиона долларов. Под видом гуманитарных проектов проводилась подрывная деятельность в Украине, Сербии, Боснии и Герцеговине, Болгарии, Молдове, в странах Балтии.

### Взлом телефонного террориста Александра Аксиненка
Активисты Украинского киберальянса получили доступ к почтовому ящику телефонного минера   — гражданина России и Израиля Александра Аксиненка. Из переписки видно, что террористическую деятельность Аксиненка поддерживает ФСБ России, потому что после обысков, проведенных в него по запросу СБУ, сотрудники ФСБ РФ посоветовали ему «работать в том же духе». Аксиненко рассылал также анонимные письма в СБУ и другие структуры Украины .

### Флешмоб #FuckResponsibleDisclosure
В конце 2017 года Украинский киберальянс вместе с другими IT-специалистами в течение почти двух месяцев проводил акцию с целью оценки уровня защищенности государственных ресурсов. Волонтеры решили проверить, действительно ли чиновников беспокоит информационная безопасность, и обнаружили массу уязвимостей информационных систем госструктур. Активисты ничего не ломали, они только проявляли уязвимые ресурсы, сообщали об этом открыто и в сообщениях обозначали тех, кто мог бы на ситуацию повлиять. По мнению активистов, публичность в таких ситуациях очень важна, потому что когда госструктуры устыжать публично, это дает эффект. Например, было обнаружено, что на компьютер Главного управления Национальной полиции в Киевской области можно было зайти без пароля и найти на сетевом диске 150 ГБ информации, в частности, пароли, планы, протоколы, личные данные полицейских. Также было выявлено, что сайт полиции Белой Церкви долгое время стоял сломанный, и только после замечания волонтеров ситуацию исправили. Госфинмониторинг не обновлял серверы в течение 10 лет. Также оказалось, что сайт Судебной власти Украины хранил в открытом доступе отчеты по судам. В Херсонском областном совете был открыт доступ к общему диску. На сайте CERT-UA (команда реагирования на компьютерные чрезвычайные события Украины) было выложено пароль от одного из их почтовых аккаунтов. Одна из столичных служб такси держит в открытом доступе информацию о том, кто, когда, с какого номера телефона, на какой адрес вызывал машину и куда ехал. Также было обнаружены уязвимости в водоканале и центре занятости Кропивницкого, в Энергоатоме, Киевэнергоремонте, НАЗК, Никопольском пенсионном фонде, МВД (в открытом доступе было обнаружено декларации сотрудников, включая специальных подразделений) . На активиста под ником «Дмитрий Орлов», который принимал участие во флэшмобе и обнаружил много уязвимостей на информационных ресурсах госструктур, полиция завела уголовное дело. Перед этим его страницу пытались взломать, на короткое время это удалось и на странице написали сообщение с угрозами физической расправы, если он продолжит свою деятельность. Активист так прокомментировал ситуацию: «Возбуждено уголовное дело о взломе госресурсов. Хотят сделать образцово-показательное задержание с ТВ. Здесь странное сотрудничество служб  — СБУ и киберполиции   — могут же взаимодействовать, когда захотят». Владелец удалил страницу «Дмитрий Орлов» и сказал, что она выполнила свою главную функцию   — привлечь внимание к проблемам кибербезопасности в Украине .

### Список-1097
Активистам Украинского киберальянса удалось добыть приказы об обеспечении питания военнослужащих 18 ОСМБр Вооруженных Сил РФ, которых отправляли на боевое задание именно в период оккупации Россией Крыма. Волонтеры InformNapalm провели разведку открытых источников информации и нашли в профилях соцсетей военнослужащих, названных в приказах, фотодоказательства участия в оккупации Крыма, выяснили пути переброски военнослужащих в Крым, место их дислокации в н. п. Воинка .
31 января 2017 года на центральном государственном немецком телеканале ARD вышел сюжет о кибервойне между Украиной и Россией. В сюжете говорилось о неоднократных кибератаках российских хакеров на гражданскую инфраструктуру Украины, а также о противодействии российской агрессии в киберпространстве, в частности, взломе почтового ящика приемной помощника президента РФ В. Суркова. Героями сюжета стали и представители Украинского киберальянса.
В связи с резонансными заявлениями бывшего депутата Госдумы РФ Дениса Вороненкова (который получил украинское гражданство) о том, что В. Сурков был категорически против аннексии Крыма, Украинский киберальянс обнародовал эксклюзивные фото и аудиозаписи съездов русской террористической организации «Союз добровольцев Донбасса», которые проходили в аннексированом Крыму в мае 2016 года, а также в Москве в ноябре 2016 года. Почетным гостем на этих съездах был лично Владислав Сурков.
Волонтеры сообщества ИнформНапалм создали фильм о деятельности УКА   — «Кибервойна: обзор успешных операций Украинского киберальянса в 2016 году» .